# Pseudostellaria zhejiangensis
Pseudostellaria zhejiangensis là loài thực vật có hoa thuộc họ Cẩm chướng. Loài này được X.F. Jin & B.Y. Ding mô tả khoa học đầu tiên năm 2003.